# Chiesa di Sant'Alessandro (Sanzeno)
La piccola chiesa di Sant'Alessandro si trova poco dopo la piazza principale di Sanzeno, venendo da Trento verso Malgolo, dopo Casa de Gentili.

## Storia
La chiesa sarebbe sorta, secondo un'antica tradizione, nel luogo dove i tre santi martiri avrebbero eretto una cappella, distrutta in seguito dai loro uccisori. Si hanno degli Atti Vistali del 1537 dove nella relazione allegata si dice che è stata edificata nel luogo dove sant'Alessandro complevit martirium sum. Infatti è qui dove le storie dicono che fu assalito, catturato e avviato al martirio. Nel 1616 il Belli suffraganeo del Principe Vescovo di Trento ordinò di riempire i buchi delle murature e di imbiancare la chiesa. Nel 1695 venivano fatte quattro messe annuali grazie al nobile Cristoforo Tavonati. All'epoca la sua manutenzione era a carico delle famiglie che abitavano nelle vicinanze. Nel 1742 venne affidata alla famiglia Busetti obbligata a mantenerla decorosamente. Non venne mantenuta come dovuto e allora dopo solo otto anni venne riaffidata alle famiglie del vicinato. Nel 1896 vennero fatti dei lavori di manutenzione dal Comune di Sanzeno, ma che peggiorarono ulteriormente le cose infatti cancellarono tutto il palinsesto di affreschi esterni ed interni. Alla fine del XIX secolo l'esterno della chiesetta era a cavallo di un muro perimetrale con un cancello che dava verso un giardino. Nel 1972 vennero fatti dei lavori di restauro con i quali si recuperarono delle finestrelle e la zona absidale.

## Struttura
La struttura attuale della chiesa di Sant'Alessandro è tipicamente romanica e risale al XIII secolo. La chiesetta ha una pianta rettangolare con abside semicircolare, facciata a capanna e la porta d'entrata in pietra.

### Esterno

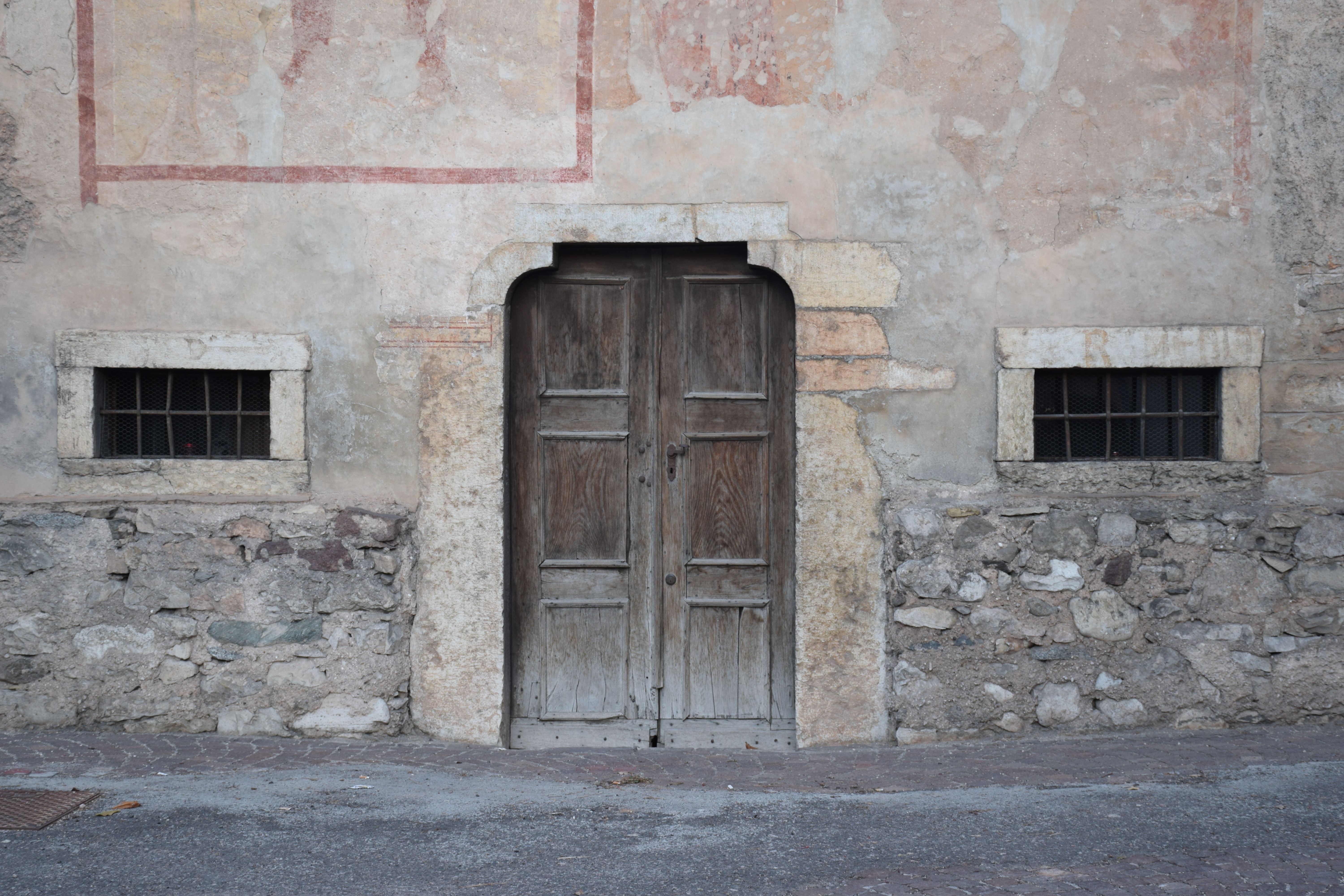
Porta d'entrata con a fianco le due finestrelle

La porta d'entrata, con ai lati due finestrelle rettangolari, ha stipiti e architrave in pietra sagomata. In alto sopra il san Cristoforo si trova un occhio circolare. Il tetto è composto da scandole di larice. Interessanti gli affreschi della facciata: da sinistra, un Crocefisso, una Madonna col Bambino e un grande san Cristoforo (grande perché si credeva che finché si vedeva questo santo non si era colpiti da morte improvvisa). Questi affreschi sulla facciata a sud il Rasmo così commentò: "interessanti per la buona qualità e la corretta esecuzione, ma anche perché essi vanno collocati probabilmente verso la metà del duecento". 
L'affresco di san Cristoforo, verso ovest, è di grande interesse in quanto una delle più antiche rappresentazioni esistenti in Trentino assieme a quella esistente nel transetto del Duomo di Trento. Si può datarlo intorno circa al 1270 - 80. 
Il culto di san Cristoforo è popolarissimo, infatti la sua immagine è presente su molte facciate o pareti laterali delle chiese trentine. 
Il santo è rappresentato come un gigante che porta in spalla Gesù Bambino; il robusto bastone nella mano destra termina in alto con delle foglie di palma. Infatti si tratta della raffigurazione precisa dell'iconografia derivata dai racconti di Jacopo da Varagine. La Madonna in trono ha precisi riferimenti stilistici con quella presente a San Romedio.
I due affreschi presentano caratteristiche stilistiche assai diverse: la Madonna è ancora romanica mentre il san Cristoforo, con le sue linee, indulge al gotico.

### Interno

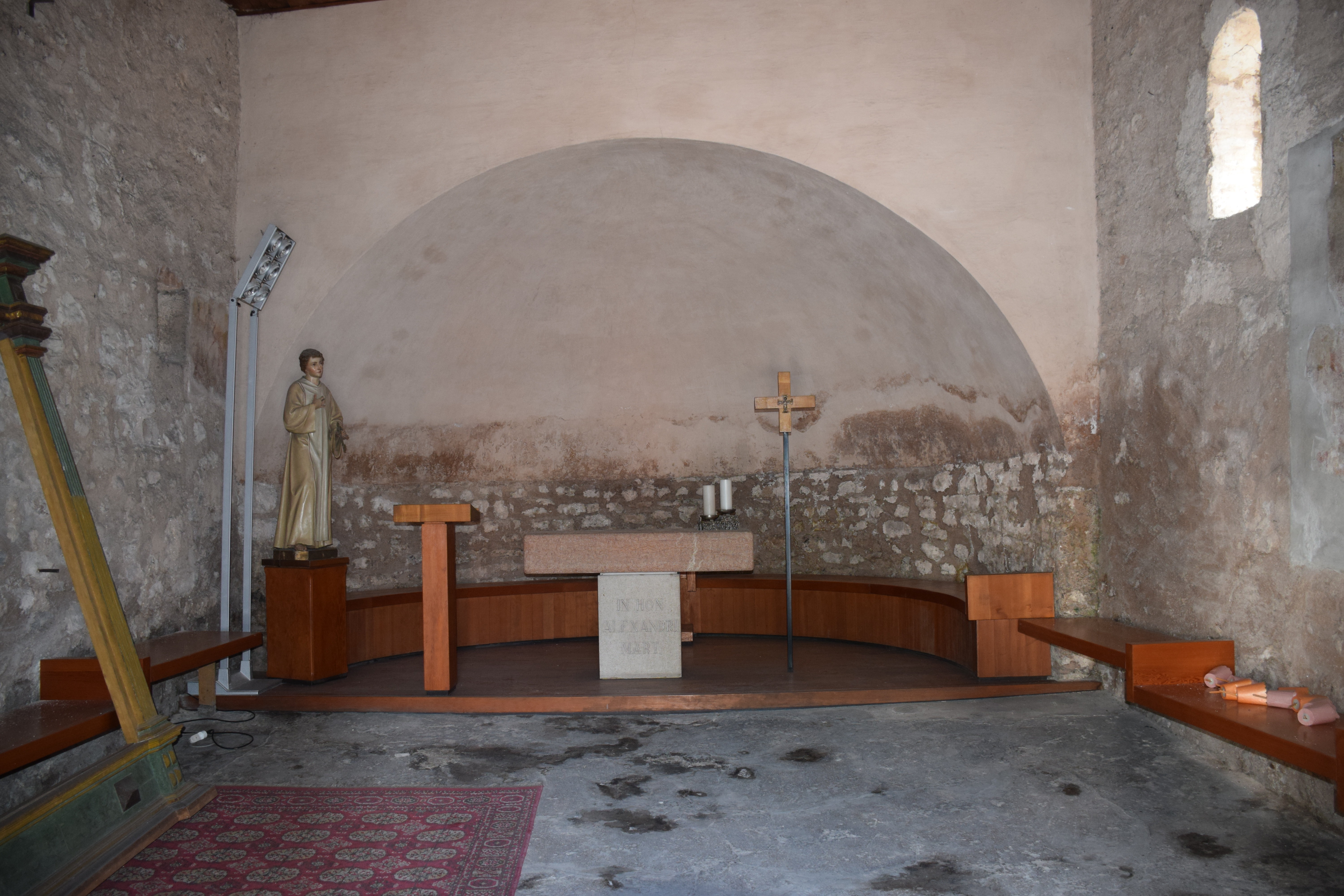
Unica navata della chiesa con in fondo la zona dell'abside semicircolare.

L'interno è quasi spoglio: sulla parete sinistra un quadro seicentesco con il martirio di sant'Alessandro e un piccolo affresco (Ecce Homo), a destra un affresco ormai illeggibile; l'arredo moderno risale ad un discutibile intervento di restauro (1972). 
Il visitatore viene accolto da una navata unica quasi quadrata, con un'abside semicircolare a calotta bassa. Lo spazio è freddo e anonimo con interventi non adeguati, infatti: i pochi elementi ancora visibili sono soffocati da un'atmosfera falsamente moderna. L'acquasantiera è collocata addosso alla muratura a destra dopo l'ingresso. Gli interventi di arredo vicini sono del tutto discutibili. Sulla parete verso est un vasto affresco è praticamente illeggibile; ne rimangono soltanto delle tracce che mostrano una mano sicura. Sulla parete ovest invece si trova una tela incorniciata raffigurante il martirio di sant'Alessandro; a lato invece c'è una pittura a tecnica mista raffigurante il Cristo alla colonna. La mensa di dimensioni troppo massicce, è realizzata in pietra con un disegno semplice.

## Galleria d'immagini

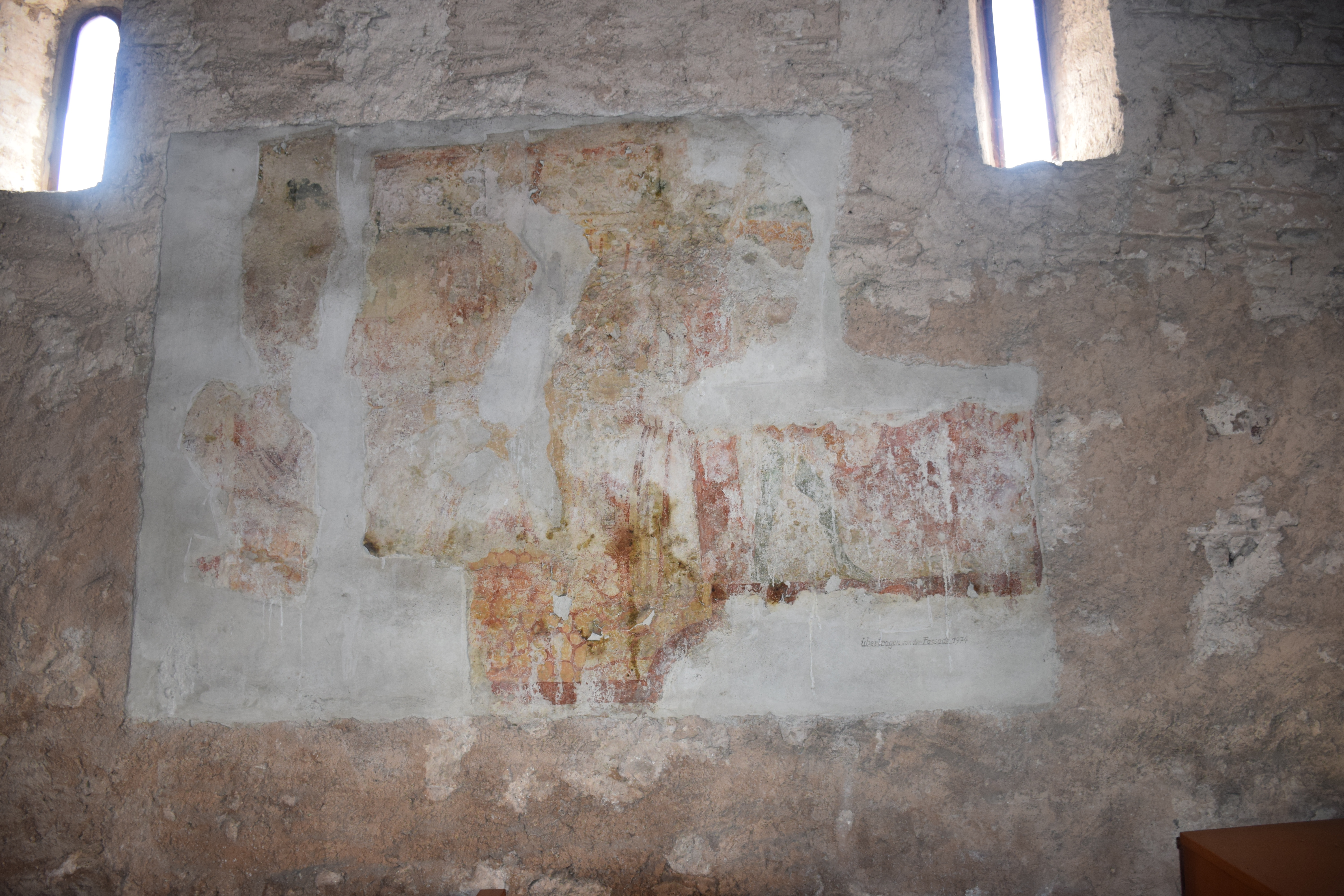
Affresco sulla parete est praticamente illeggibile
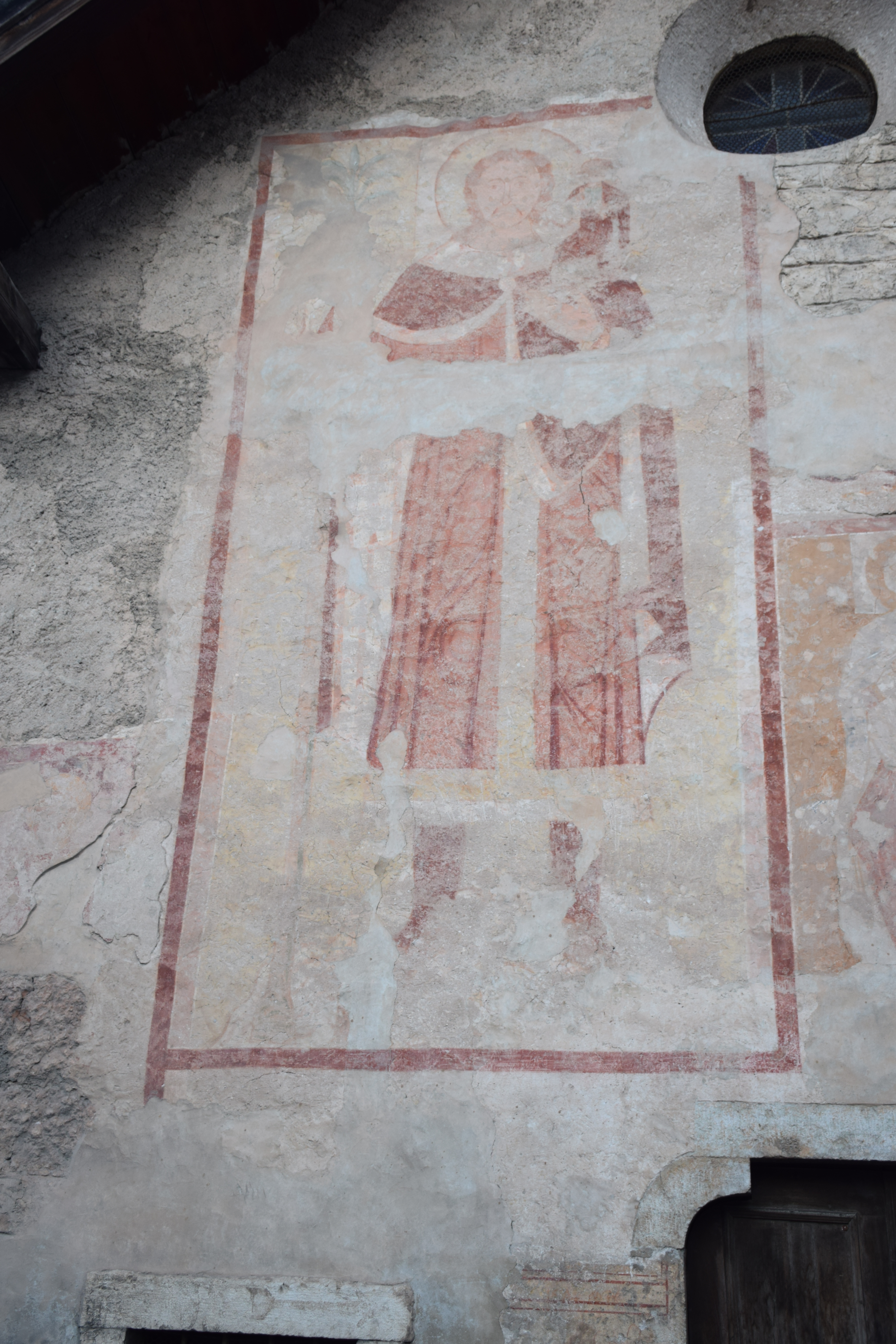
Affresco sulla facciata raffigurante San Cristoforo
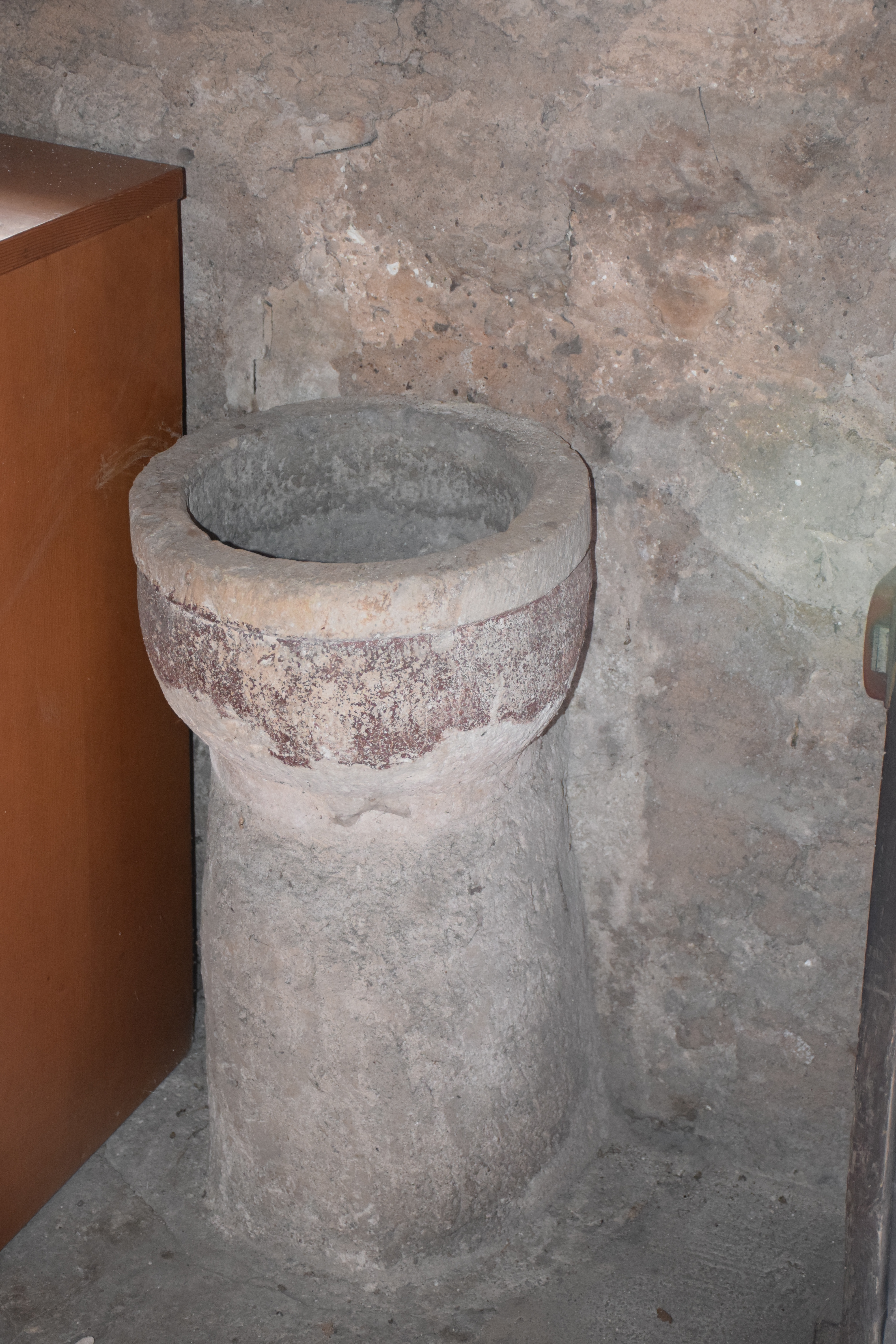
Acquasantiera
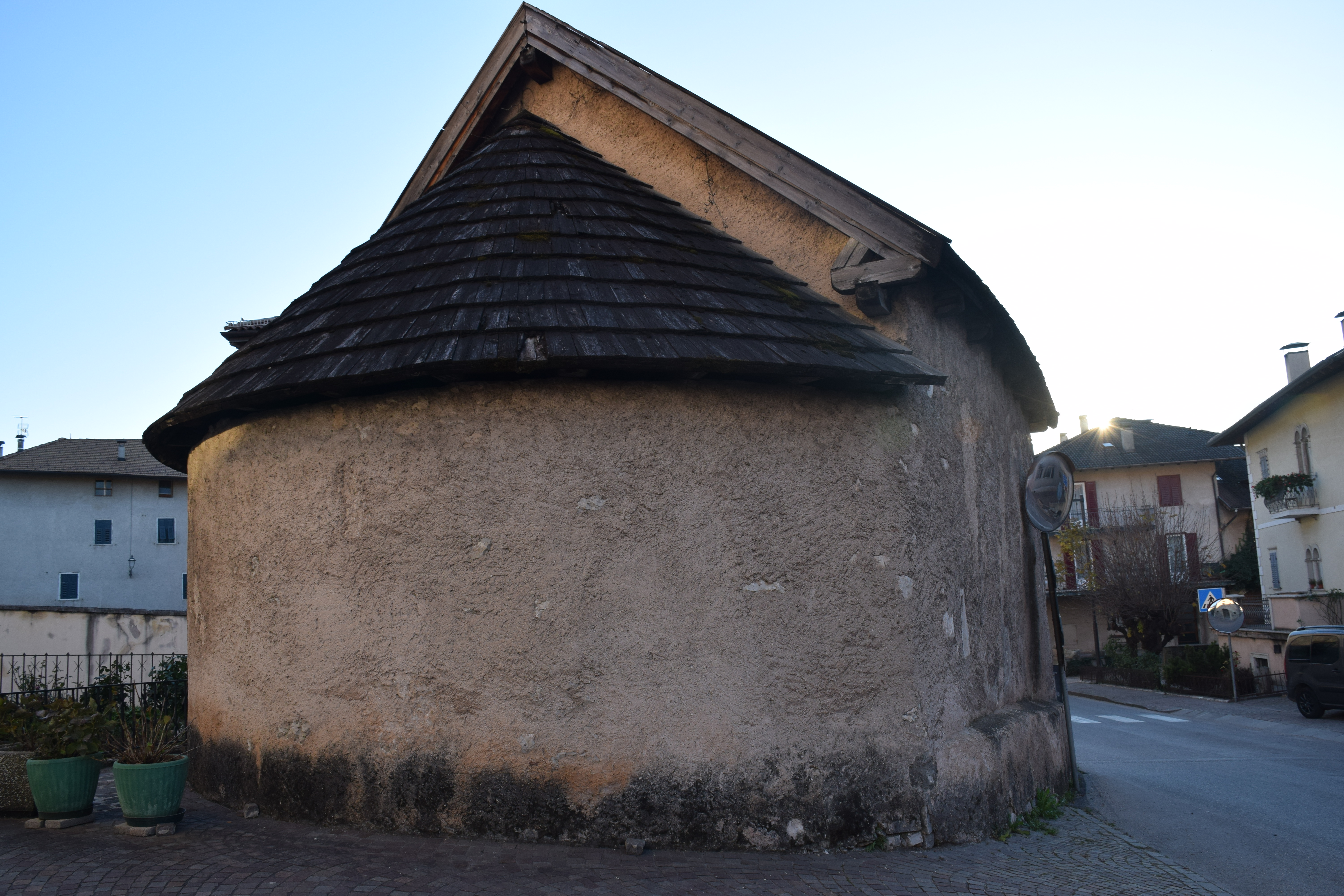
Abside della chiesetta
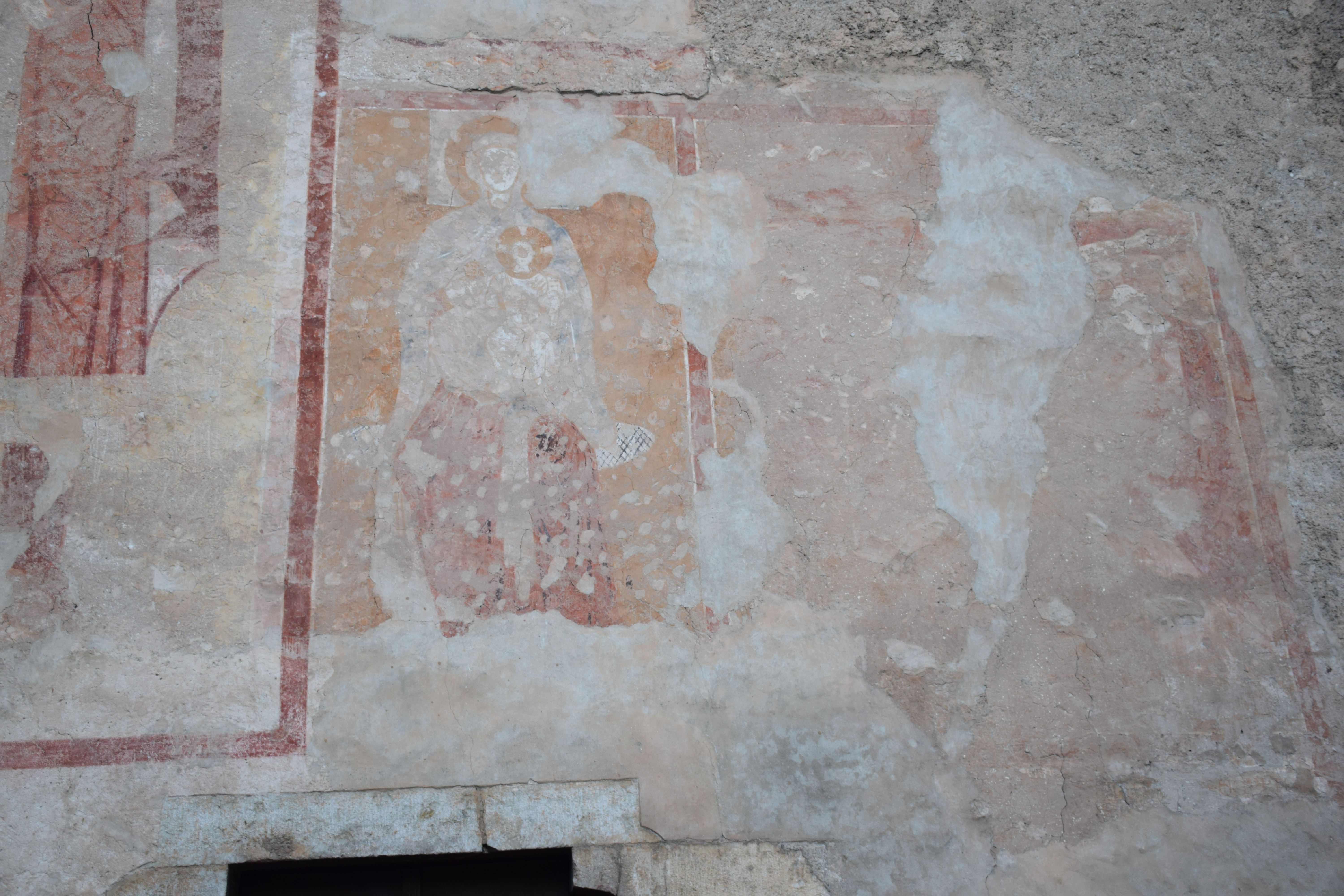
Affresco della Madonna col Bambino sulla facciata
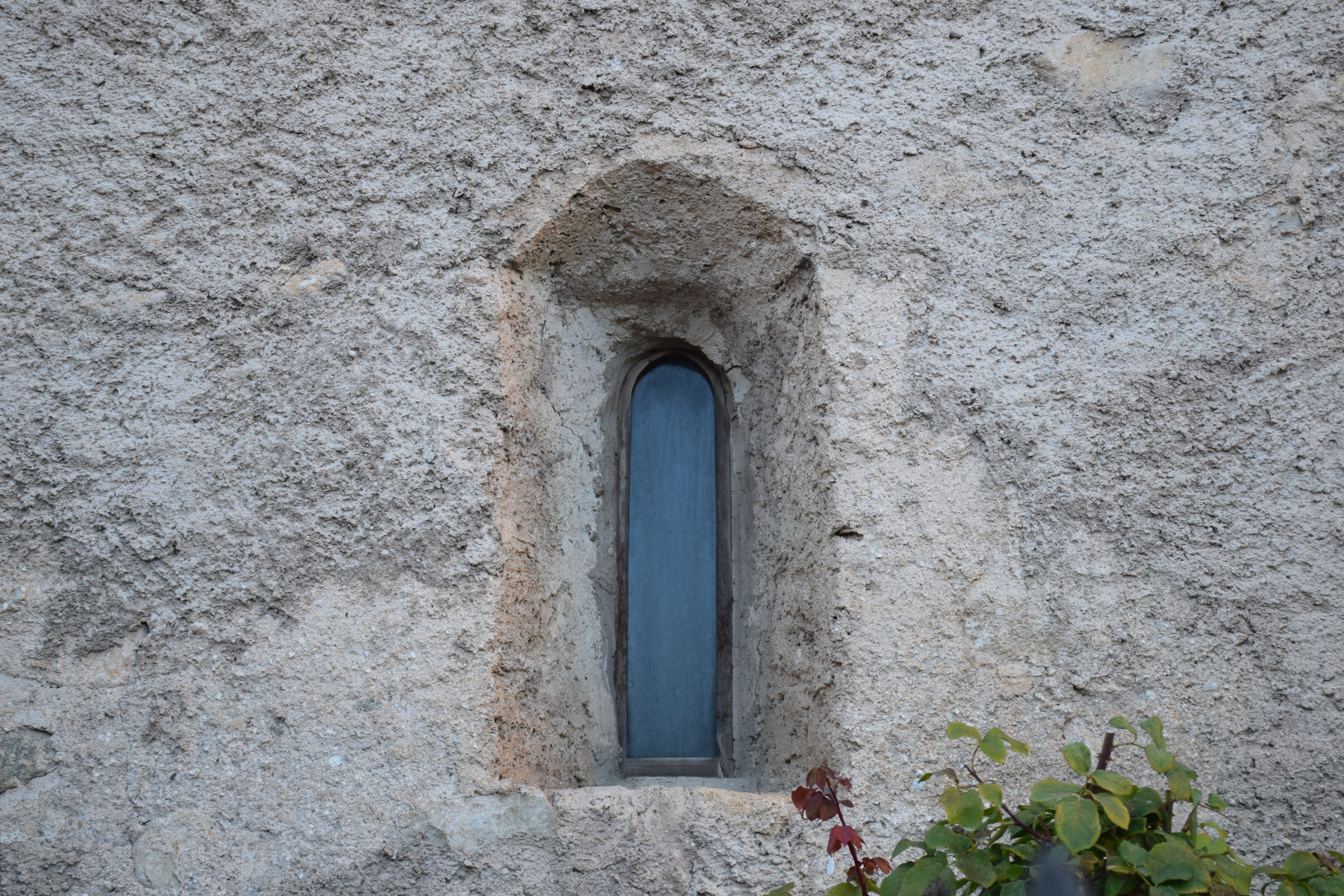
Monofora ai lati della chiesa